# Culicoides carsiomelas
Culicoides carsiomelas är en tvåvingeart som beskrevs av Wirth och Blanton 1955. Culicoides carsiomelas ingår i släktet Culicoides och familjen svidknott.
Artens utbredningsområde är Panama. Inga underarter finns listade i Catalogue of Life.